# 水晶男孩音樂作品列表
水晶男孩音樂作品列表主要列舉韓國男子音樂組合水晶男孩歷年發行及參與之各類音樂作品。在1997年至2000年期間，水晶男孩隸屬於Daesung企劃（其後曾更名為DSP娛樂，現為DSP Media），期間共發行四張正規專輯、兩張特別專輯、一張音樂劇專輯、兩張現場專輯，直至2000年5月20日於「夢想演唱會」進行告別演出後正式解散。其後DSP娛樂為水晶男孩發行告別專輯《Blue Note》，成員們亦再度重聚錄製單曲〈Thanks〉，藉此答謝歌迷們長久以來的支持。
2016年4月，水晶男孩通過MBC綜藝節目《無限挑戰》企劃特輯《星期六星期六是歌手（六六歌）》第二季的游擊演唱會，於解散16年後首度合體。因節目播出後獲得巨大迴響，讓水晶男孩順利重返韓國樂壇。同年5月11日，除目前身為事業家的高志溶外，其餘五名成員與YG娛樂簽訂團體約，正式以SECHSKIES之名重啟活動。迄今，水晶男孩通過YG娛樂共發行了一張正規專輯、一張迷你專輯、兩張特別專輯、一張日語專輯、兩首數位單曲、四張現場專輯。

## 正規專輯

### 韓語作品
| 專輯 #                                                      | 專輯資料 | 排行榜最高位置 | 排行榜最高位置 | 排行榜最高位置 | 銷量               | 曲目 |
| 專輯 #                                                      | 專輯資料 | KOR            | TW             | US World       | 銷量               | 曲目 |
| 1997年－2000年                                              | |                |                |                |                    | |
| 1st                                                         | 《學園別曲》（학원별곡） - 發行日期：1997年5月14日 - 製作公司：Daesung企劃 - 發行公司：Daeyoung AV - 格式：CD、卡式錄音帶                       | 未有數據       | 未有數據       | 未有數據       | - 韓國：1,200,000+ | 曲目 1. 학원별곡（學園別曲） 2. 연정（戀情） 3. 사나이 가는 길（폼생폼사） / 男兒之路（品生品死） 4. 확인 / 確認 5. 배신감 / 背叛感 6. 기억해줄래 / 請記得好嗎 7. Walking In The Rain 8. Dream Comes True 9. 사랑 신고식 / 愛的宣言 10. 다같이 해요 / 一起來吧 11. 연정（Remix） / 戀情（Remix） 12. 사나이 가는 길（폼생폼사）（Remix） / 男兒之路（品生品死）（Remix） |
| 2nd                                                         | 《Welcome To The Sechskies Land》 - 發行日期：1997年11月1日 - 製作公司：Daesung企劃 - 發行公司：Daeyoung AV - 格式：CD、卡式錄音帶              | 未有數據       | 未有數據       | 未有數據       | - 韓國：700,000+   | 曲目 1. Gate 1 2. 미성년자 관람불가 / 未成年者不可觀看 3. 거절의 이유 / 拒絕的理由 4. Party Time 5. 미인추방 / 驅逐美人 6. Gate 2 7. 탈출 / 逃離 8. 동급생 / 同級生 9. 돌연변이 / 突變 10. 기사도 / 騎士道 11. Gate 3 12. For You（사랑하는 팬들에게） 13. Love 14. 하얀밤에 / 白色夜裡 15. 사랑하는 너에게 / 給親愛的你 16. Gate 4 17. 젝키의 크리스마스 / Jekki的聖誕節 18. 말괄량이 길들이기 / 改變調皮的你 19. 겨울편지 / 冬天的信 20. Outro                                             |
| 3rd                                                         | 《Road Fighter》 - 發行日期：1998年7月15日 - 製作公司：Daesung企劃 - 發行公司：Daeyoung AV - 格式：CD、卡式錄音帶                               | 未有數據       | 未有數據       | 未有數據       | - 韓國：700,000+   | 曲目 1. Technopolis 2. Road Fighter 3. 무모한 사랑 / 不可能的愛 4. Chance（지금이야）/ 機會來了 5. Fake G's（절대자） 6. Crying Game 7. Flying Love（천상비애（天上飛愛）） 8. 약속된 운명（아마게돈） / 約定的命運 9. Come To Me Baby 10. 7전8기 / 絕不低頭 11. Run Away 12. 여우사냥 / 獵狐 13. Say 14. Last 15. 그 날까지（Together Forever） / 直到那一天 |
| 4th                                                         | 《Com' Back》 - 發行日期：1999年9月9日 - 製作公司：DSP娛樂 - 發行公司：Daeyoung AV - 格式：CD、卡式錄音帶                                       | 未有數據       | 未有數據       | 未有數據       | - 韓國：700,000+   | 曲目 1. Com' Back 2. 예감（預感） 3. Love Forever 4. 비（悲） 5. Smile Again（Remix） 6. Summer In Love 7. A+ 8. 뫼비우스의 띠（Original） / 麥比烏斯帶（Original） 9. 기억해줄래（Remix） / 請記得好嗎（Remix） 10. Rigoletto（여자의 마음）/ 女人的心 11. 그녀가 남기고 간 선물 / 她留下來的禮物 12. Missing You 13. 적（敵） 14. 그대로 멈춰 / 就那樣停止 15. Com' Back（Remix） 16. Summer In love（Remix） 17. Smile Again（Original） 18. 뫼비우스의 띠（Remix） / 麥比烏斯帶（Remix） |
| 2016年 重組後                                               | |                |                |                |                    | |
| 5th                                                         | 《ANOTHER LIGHT》 - 音源發行日期：2017年9月21日 - 專輯發行日期：2017年9月22日 - 製作公司：YG娛樂 - 發行公司：Genie音樂 - 格式：CD、數位音樂下載 | 2              | 4              | 10             | - 韓國：98,529+    | 曲目 1. 특별해（SOMETHING SPECIAL） 2. 느낌이 와（FEELING） 3. 웃어줘（SMILE） 4. 네가 필요해（NEED U） 5. 백허그（BACK HUG） 6. 술끊자（DRINKING PROBLEM） 7. 현기증（VERTIGO） 8. 다신（NEVER AGAIN） 9. 오랜만이에요（IT'S BEEN A WHILE） |
| "—" 表示該專輯/單曲未有在榜上排名或未有資料或沒有在當地發行 | |                |                |                |                    | |

### 日語作品
| 專輯 #                                                      | 專輯資料 | 排行榜最高位置 | 排行榜最高位置 | 排行榜最高位置 | 銷量           | 曲目 |
| 專輯 #                                                      | 專輯資料 | KOR            | JPN            | US World       | 銷量           | 曲目 |
| 1st                                                         | 《THE 20TH ANNIVERSARY -Japan Edition-》 - 發行日期：2017年7月19日 - 語言：日語、韓語 - 製作公司：YGEX - 發行公司：avex trax - 格式：CD、DVD、數位音樂下載 | 不適用         | 33             | 不適用         | - 日本：2,196+ | CD+DVD盤 [CD收錄内容] 1. BE WELL -Japanese Version- 2. SAD SONG -Japanese Version- 3. THREE WORDS -Japanese Version- 4. HEARTBREAK 5. RECKLESS LOVE 6. SAY 7. FAREWELL 8. COME TO ME BABY 9. BAD GIRL 10. DEAR LOVE 11. TOGETHER FOREVER [DVD收錄内容] 1. BE WELL -Japanese Version- Music Video 2. SAD SONG -Japanese Version- Music Video 3. THREE WORDS -Japanese Version- Music Video CD盤 [CD收錄内容] 1. BE WELL -Japanese Version- 2. SAD SONG -Japanese Version- 3. THREE WORDS -Japanese Version- 4. HEARTBREAK 5. RECKLESS LOVE 6. SAY 7. FAREWELL 8. COME TO ME BABY 9. BAD GIRL 10. DEAR LOVE 11. TOGETHER FOREVER |
| "—" 表示該專輯/單曲未有在榜上排名或未有資料或沒有在當地發行 | |                |                |                |                | |

## 迷你專輯
| 專輯 # | 專輯資料 | 排行榜最高位置 | 排行榜最高位置 | 排行榜最高位置 | 銷量            | 曲目 |
| 專輯 # | 專輯資料 | KOR            | TW             | US World       | 銷量            | 曲目 |
| 1st    | 《ALL FOR YOU》 - 音源發行日期：2020年1月28日 - 專輯發行日期：2020年1月29日 - 製作公司：YG娛樂 - 發行公司：YG PLUS - 格式：CD、數碼音樂下載 | 2              | 4              | —              | - 韓國：42,459+ | 曲目 1. ALL FOR YOU 2. 꿈（DREAM） 3. 의미 없어（MEANINGLESS） 4. 제자리（ROUND & ROUND） 5. 하늘을 걸어（WALKING IN THE SKY） |

## 特別專輯
| 專輯 #                                                      | 專輯資料 | 排行榜最高位置 | 排行榜最高位置 | 排行榜最高位置 | 銷量               | 曲目 |
| 專輯 #                                                      | 專輯資料 | KOR            | TW             | US World       | 銷量               | 曲目 |
| 1997年－2000年                                              | |                |                |                |                    | |
| 1st                                                         | 3.5輯《Special》 - 發行日期：1998年10月30日 - 製作公司：Daesung企劃 - 發行公司：Daeyoung AV - 格式：CD、卡式錄音帶                                                 | 未有數據       | 未有數據       | 未有數據       | - 韓國：1,000,000+ | 曲目 1. 너를 보내며 / 送你離開 2. 커플（Couple） / 戀人 3. 네겐 보일수 없었던 세상 / 不能讓你看到的世界 4. 그대가 잠든 사이에 / 在你熟睡時 5. 내맘을 알고있니 / 明白我的心嗎 6. Celebrate Tonight 7. 변신 / 改變 8. 단념 / 死心 9. 기도 / 祈禱 10. Goodbye Party（슬픈축제） 11. 비상 / 飛翔 12. Celebrate Tonight（Remix） 13. 지금이야（Remix） / 機會來了（Remix） |
| 2nd                                                         | 精選專輯《1020 Mix》 - 發行日期：1999年4月26日 - 製作公司：DSP娛樂 - 發行公司：Daeyoung AV - 格式：CD、卡式錄音帶                                                  | 未有數據       | 未有數據       | 未有數據       | - 韓國：30,956+    | CD Disc 1 1. Intro 2. 커플 / 戀人 3. Saddle Up (Feat.Freak Brothers) 4. Your Lover 5. I Love To Love (Tina Charles) 6. Tu Danses Le Disco (Mr.Travolti) 7. 기사도 / 騎士道 8. (Ooh Aah) Just A Little Bit 9. Fame (Patti Ravell) 10. Itsy Bitsy Teeny Weeny Yellow Polka Dot Bikini 11. 지금이야 / 機會來了 12. Sexygate (Weepie) 13. I Will Be (Panama) 14. 폼생폼사 / 品生品死 15. 너를 보내며 / 送你離開 CD Disc 2 1. Intro 2. 연정 / 戀情 3. Wanna Jump (Rlc) 4. California Dreaming (High Jinx) 5. Do Wah Diddy (A La Carte) 6. Sunshine (Crichton) 7. Everybody Jam (Larkin) 8. 말괄량이 길들이기 / 改變調皮的你 9. I Got A Felling (It's You)(DND Feat.Jinny) 10. Love In The First Degree(Sushi) 11. Hot Stuff (Men Of Stell) 12. Disco Burn (Nick Skitz) 13. Bam Bam Boo (Dj Costa) 14. 무모한 사랑 / 不可能的愛 15. 커플(SLOW) / 戀人 |
| 3rd                                                         | 告別專輯《Blue Note》 - 發行日期：2000年5月31日 - 製作公司：DSP娛樂 - 發行公司：Daeyoung AV - 格式：CD、卡式錄音帶                                                 | 未有數據       | 未有數據       | 未有數據       | - 韓國：86,900+    | 曲目 1. Bye... 2. 약속 / 約定（姜成勳演唱） 3. The Last Time（金在德、姜成勳演唱） 4. Pain（張水院演唱） 5. Walking In The Rain 6. 너를 보내며 / 送你離開 7. 커플（Couple） / 戀人 8. 사랑하는 너에게 / 給親愛的你 9. 예감 / 預感 10. 네겐 보일 수 없었던 세상 / 不能讓你看到的世界 11. Say 12. 하얀밤에 / 白色夜裡 |
| 2016年 重組後                                               | |                |                |                |                    | |
| 4th                                                         | 重新錄音專輯《2016 Re-ALBUM》 - 音源發行日期：2016年12月1日 - 專輯發行日期：2016年12月6日 - 製作公司：YG娛樂 - 發行公司：Genie音樂 - 格式：CD、數碼音樂下載        | 2              | 7              | —              | - 韓國：82,363+    | 曲目 1. COM' BACK 2. 커플（COUPLE） / 戀人 3. 예감（GOT A FEELING）/ 預感 4. COME TO ME BABY 5. 기사도（CHIVALRY）/ 騎士道 6. 연정（HEARTBREAK） / 戀情 7. 무모한 사랑 （RECKLESS LOVE）/ 不可能的愛 8. ROAD FIGHTER 9. 학원별곡（學園別曲） 10. 사랑하는 너에게 （DEAR LOVE）/ 給親愛的你 Album Bonus Track： 11. 세 단어（THREE WORDS）/ 三個詞 |
| 5th                                                         | 二十週年專輯《THE 20TH ANNIVERSARY》 - 音源發行日期：2017年4月28日 - 專輯發行日期：2017年4月29日 - 製作公司：YG娛樂 - 發行公司：Genie音樂 - 格式：CD、數碼音樂下載 | 1              | 1              | 9              | - 韓國：75,185+    | 曲目 1. 아프지 마요（BE WELL） 2. 슬픈 노래（SAD SONG）/ 悲歌 3. 세 단어（THREE WORDS）/ 三個詞 4. 연정（HEARTBREAK） / 戀情 5. 무모한 사랑 （RECKLESS LOVE）/ 不可能的愛 6. SAY 7. 너를 보내며（FAREWELL）/ 送你離開 8. COME TO ME BABY 9. 배신감（BAD GIRL）/ 背叛感 10. 사랑하는 너에게 （DEAR LOVE）/ 給親愛的你 11. 그날까지（TOGETHER FOREVER） / 直到那一天 |
| "—" 表示該專輯/單曲未有在榜上排名或未有資料或沒有在當地發行 | |                |                |                |                    | |

## 現場專輯
| 專輯 #         | 專輯資料 | 曲目 |
| 1997年－2000年 | | |
| 1st            | 《Sechskies Live Concert》 - 發行日期：1999年3月1日 - 製作公司：DSP娛樂 - 發行公司：Daeyoung AV - 格式：CD、卡式錄音帶                                                                    | 曲目 1. Intro + Road Fighter + 기도 / 祈禱 + 지금이야 / 就是現在 2. Come To Me Baby + Celebrate Tonight 3. My Love（殷志源Rap + 姜成勳Solo曲） 4. Betty（李宰鎮Solo曲） 5. Last + 너를 보내며 + 커플（Couple）/ Last + 送你離開 + Couple 6. 약속된 운명（아마게돈）/ 約定的命運 + Flying Love（천상비애（天上飛愛）） 7. Fake G's（절대자） 8. 침묵 / 沉默（金在德Solo曲） 9. 무모한 사랑 / 不可能的愛 + 그 날까지（Together Forever） 10. 연정 / 戀情 + 사나이 가는 길（폼생폼사）/ 男兒之路（品生品死）+ 기사도 / 騎士道 |
| 2nd            | 《SECHSKIES 2000 LIVE CONCERT》 - 發行日期：2000年5月30日 - 製作公司：DSP娛樂 - 發行公司：Daeyoung AV - 格式：CD、卡式錄音帶                                                              | 曲目 1. 프롤로그 / 序言 2. Com' Back + 뫼비우스의 띠 / 麥比烏斯帶 3. 젝스키스 인사 / 水晶男孩問候 4. 로드파이터（Road Fighter） 5. 적 / 敵 6. 멘트 / Ment 7. 너를 보내며 / 送你離開 8. A+ 9. Missing You 10. 멘트 / Ment 11. 커플 / 戀人 12. 예감 / 預感 13. Music Video : Summer In Love 14. 2부 Intro / 2部 Intro 15. 그대로 멈춰 / 就那樣停止 16. 宰鎮 Ment 17. 志源 Special : 1) Fake G's 2) 비 / 悲 3) Run Away 18. 志溶 Special : She 19. 在德 Special : The Last Time 20. VTR : 젝키의 3:3 길거리 농구 / 水晶男孩的 3:3 街頭籃球 21. 宰鎮 Special : 1) 리콜레토（Rigoletto） 2) Au Revoir 22. 水院 Special : Pain 23. 成勳 Special : 1) VTR 2) 그녀가 남기고간 선물 / 她留下來的禮物 3) 약속(To My Fan) / 約定 24. 클로징 멘트 / 結束 Ment 25. Bye...(I Will Loving You) 26. 그날까지 / 直到那一天 27. Encore Song : 1) 젝키 힛트송 퍼레이드 / Sechky Hit Song Parade : ①연정 / 戀情 ②학원별곡 / 學園別曲 ③기사도 / 騎士道 ④로드파이터（Road Fighter）⑤무모한 사랑 / 不可能的愛 ⑥폼생폼사 / 品生品死 ⑦Com' Back ⑧커플（Couple）/ 戀人 2) 기억해 줄래 / 請記得好嗎 |
| 2016年 重組後  | | |
| 3rd            | 《2016 SECHSKIES CONCERT - YELLOW NOTE》 - 發行日期： - 2017年1月25日（DVD PACKAGE） - 2017年2月1日（Blu-ray FULL PACKAGE） - 製作公司：YG娛樂 - 發行公司：Genie音樂 - 格式：DVD、Blu-ray | DISC 1 1. OPENING VCR 2. COM' BACK 3. ROAD FIGHTER 4. MENT #1 5. COME TO ME BABY 6. 배신감（BAD GIRL）/ 背叛感 7. 사랑하는 너에게（DEAR LOVE）/ 給親愛的你 8. MENT #2 9. 예감（GOT A FEELING）/ 預感 10. 너를 보내며（LET U GO）/ 送你離開 11. 8t. TRUCK 12. DOUBLE J 13. A+ 14. MENT（BLACKKIES）#3 15. SAY 16. MENT（WHITEKIES）#4 17. SUDDENLY 18. MY GIRL 19. 무모한 사랑（RECKLESS LOVE）/ 不可能的愛 20. MENT #5 21. 연정（HEARTBREAK）/ 戀情 22. MENT #6 23. 커플（COUPLE）/ 戀人 DISC 2 [YELLOW NOTE SPECIAL ENCORE] 1. 학원별곡（RISE UP）/ 學園別曲 2. MENT #7 3. 그날까지（TOGETHER FOREVER）/ 直到那一天 4. 사랑하는 너에게（DEAR LOVE）/ 給親愛的你 DOUBLE ENCORE 5. MENT #8 6. 커플（COUPLE）/ 戀人 DOUBLE ENCORE ENDING VCR（CREDITS） [YELLOW NOTE SPECIAL FILM] 1. YELLOW NOTE MAKING FILM 2. 세 단어（THREE WORDS）MAKING VCR 3. 세 단어（THREE WORDS）MUSIC VIDEO DISC 3 1. COM' BACK + ROAD FIGHTER 2. 배신감（BAD GIRL）/ 背叛感 3. 무모한 사랑（RECKLESS LOVE）/ 不可能的愛 |
| 4th            | 《2017 SECHSKIES [YELLOW NOTE] FINAL IN SEOUL》 - 發行日期： - 2017年6月28日（DVD） - 2017年7月17日（Blu-ray＋DVD） - 製作公司：YG娛樂 - 發行公司：Genie音樂 - 格式：DVD、Blu-ray         | DISC 1 [2017 SECHSKIES [YELLOW NOTE] FINAL IN SEOUL｜PART. 1] 1. INTRO BG + 학원별곡 (2016)（RISE UP）/ 學園別曲 2. COM' BACK (2016) 3. MENT #1 4. 배신감（BAD GIRL）/ 背叛感 5. COME TO ME BABY 6. INTRO VIDEO 7. 사랑하는 너에게（DEAR LOVE）/ 給親愛的你 8. 너를 보내며（LET U GO）/ 送你離開 9. MENT #2 10. 연정（HEARTBREAK）/ 戀情（REMIX） 11. 예감（GOT A FEELING）/ 預感 12. EUN JI WON VIDEO 13. 문득（MEMORY）+ 트라우마（TRAUMA） 14. LEE JAI JIN VIDEO 15. RIGOLETTO 16. KANG SUNG HOON VIDEO 17. SAY + MY LOVE 18. KIM JAE DUCK & JANG SU WON VIDEO 19. 프라프치노（FRAPPUCCINO） 20. KIM JAE DUCK & JANG SU WON VIDEO 21. 여우비（UNFORGETTABLE） 22. MENT #3 23. 하얀 밤에（CLOSE YOUR EYES）/ 白色夜裏 24. 커플（COUPLE）/ 戀人（REMIX） DISC 2 [2017 SECHSKIES [YELLOW NOTE] FINAL IN SEOUL｜PART. 2] 1. ROAD FIGHTER 2. MENT #4 3. 세 단어（THREE WORDS）/ 三個詞 [2017 SECHSKIES [YELLOW NOTE] FINAL IN SEOUL｜SPECIAL FEATURES] - ENCORE 1. MENT #5 2. 그날까지（TOGETHER FOREVER）/ 直到那一天 3. MENT #6 - DOUBLE ENCORE 1. ROAD FIGHTER (2016) 2. 커플（COUPLE）/ 戀人（ORIGINAL） 3. ENDING VCR (CREDIT) - MAKING FILM 1. MAKING FILM #1 2. MAKING FILM #2 DISC 3 [2017 SECHSKIES [YELLOW NOTE] FINAL IN SEOUL｜MULTI ANGLES] 1. 학원별곡 / 學園別曲 2. COME TO ME BABY 3. 예감 / 預感 4. 그날까지 / 直到那一天 5. 커플 / 戀人 |
| 5th            | 《SECHSKIES THE 20TH ANNIVERSARY CONCERT LIVE CD & DVD & Blu-ray Disc FULL PACKAGE》 - 發行日期：2018年4月15日 - 製作公司：YG娛樂 - 發行公司：Genie音樂 - 格式：CD、DVD、Blu-ray          | DVD DISC 1 SECHSKIES THE 20TH ANNIVERSARY CONCERT 1. 약속된 운명 (아마게돈)（ARMAGEDDON）/ 約定的命運 2. 학원별곡 (2016)（RISE UP）/ 學園別曲 3. MENT #1 4. 연정 (2016)（HEARTBREAK）/ 戀情 5. BRIDGE VIDEO #1 6. 탈출（ESCAPE）/ 逃離 7. 기사도 (2016)（CHIVALRY）/ 騎士道 8. ROAD FIGHTER (2016) 9. BRIDGE VIDEO #2 10. SAY 11. 너를 보내며（LET U GO）/ 送你離開 12. MENT #2 13. COME TO ME BABY 14. 커플 (2016)（COUPLE）/ 戀人 15. COM' BACK (2016) 16. 뫼비우스의 띠（MOEBIUS STRIP）/ 麥比烏斯帶 17. MENT #3 18. 예감（GOT A FEELING）/ 預感 19. BRIDGE VIDEO #3 20. 특별해（SOMETHING SPECIAL） 21. 느낌이 와（FEELING） 22. 현기증（VERTIGO） 23. MENT #4 24. 웃어줘（SMILE） 25. 오랜만이에요（IT'S BEEN A WHILE） DVD DISC 2 SECHSKIES THE 20TH ANNIVERSARY CONCERT｜SPECIAL FEATURES 1. SPECIAL ENCORE 1. 아프지 마요（BE WELL）BEHIND VIDEO 2. 아프지 마요（BE WELL） 3. 세 단어（THREE WORDS）/ 三個詞 4. 그날까지（TOGETHER FOREVER） / 直到那一天 5. 슬픈 노래（SAD SONG） 6. 특별해（SOMETHING SPECIAL）DOUBLE ENCORE 7. 백허그（BACKHUG）DOUBLE ENCORE 8. 술끊자（DRINKING PROBLEM）DOUBLE ENCORE 9. ENDING CREDITS 2. SPECIAL CLIPS 1. TOUR MAKING FILM 2. AWARDS_사랑하는 너에게（DEAR LOVE） 3. AWARDS_예감（GOT A FEELING） DVD DISC 3 SECHSKIES THE 20TH ANNIVERSARY CONCERT｜MULTI ANGLES 1. 기사도 (2016)（CHIVALRY）/ 騎士道 1. EUN JIWON 2. LEE JAIJIN 3. KIM JAEDUCK 4. KANG SUNGHOON 5. JANG SUWON 2. 예감（GOT A FEELING）/ 預感 1. EUN JIWON 2. LEE JAIJIN 3. KIM JAEDUCK 4. KANG SUNGHOON 5. JANG SUWON 3. 특별해（SOMETHING SPECIAL） 1. EUN JIWON 2. LEE JAIJIN 3. KIM JAEDUCK 4. KANG SUNGHOON 5. JANG SUWON 4. 느낌이 와（FEELING） 1. EUN JIWON 2. LEE JAIJIN 3. KIM JAEDUCK 4. KANG SUNGHOON 5. JANG SUWON 5. 슬픈 노래（SAD SONG） 1. EUN JIWON 2. LEE JAIJIN 3. KIM JAEDUCK 4. KANG SUNGHOON 5. JANG SUWON CD DISC 1 1. 약속된 운명 (아마게돈)（ARMAGEDDON）/ 約定的命運 2. 학원별곡 (2016)（RISE UP）/ 學園別曲 3. 연정 (2016)（HEARTBREAK）/ 戀情 4. 탈출（ESCAPE）/ 逃離 5. 기사도 (2016)（CHIVALRY）/ 騎士道 6. ROAD FIGHTER (2016) 7. SAY 8. 너를 보내며（LET U GO）/ 送你離開 9. COME TO ME BABY 10. 커플 (2016)（COUPLE）/ 戀人 11. COM' BACK (2016) 12. 뫼비우스의 띠（MOEBIUS STRIP）/ 麥比烏斯帶 13. 예감（GOT A FEELING）/ 預感 CD DISC 2 1. 특별해（SOMETHING SPECIAL） 2. 느낌이 와（FEELING） 3. 현기증（VERTIGO） 4. 웃어줘（SMILE） 5. 오랜만이에요（IT'S BEEN A WHILE） 6. 아프지 마요（BE WELL） 7. 세 단어（THREE WORDS）/ 三個詞 8. 그날까지（TOGETHER FOREVER） / 直到那一天 9. 슬픈 노래（SAD SONG） 10. 특별해（SOMETHING SPECIAL）DOUBLE ENCORE 11. 백허그（BACKHUG）DOUBLE ENCORE 12. 술끊자（DRINKING PROBLEM）DOUBLE ENCORE |
| 6th            | 《SECHSKIES 2018 CONCERT [NOW HERE AGAIN] LIVE CD & DVD》 - 發行日期：2019年1月30日 - 製作公司：YG娛樂 - 發行公司：Genie音樂 - 格式：CD、DVD                                              | DVD DISC 1 SECHSKIES 2018 CONCERT [NOW.HERE.AGAIN] 1. OPENING VIDEO 2. 약속된 운명（아마게돈_ARMAGEDDON）/ 約定的命運 3. Flying Love（천상비애_天上飛愛） 4. 무모한 사랑（RECKLESS LOVE）/ 不可能的愛 5. MENT #1（OPENING） 6. COM'BACK, 2016 7. 학원별곡, 2016（RISE UP）/ 學園別曲 8. Road Fighter 9. MENT #2 10. LAST 11. 세 단어（THREE WORDS）/ 三個詞 12. BRIDGE VIDEO #1 13. SUWON'S SOLO STAGE 14. JIWON'S SOLO STAGE 15. JAIJIN'S SOLO STAGE 16. JAEDUCK'S SOLO STAGE 17. 오랜만이에요（IT'S BEEN A WHILE） 18. 네겐 보일수 없었던 세상（I COULDN'T SHOW U）/ 不能讓你看到的世界 19. BRIDGE VIDEO #2 20. 슬픈 노래（SAD SONG） 21. 특별해（SOMETHING SPECIAL） 22. 느낌이 와（FEELING） 23. 현기증（VERTIGO） 24. MENT #4 25. 아프지 마요（BE WELL） DVD DISC 2 SECHSKIES 2018 CONCERT [NOW.HERE.AGAIN]｜SPECIAL FEATURES 1. [NOW.HERE.AGAIN] ENCORE 1. 예감（GOT A FEELING）/ 預感 2. 그대로 멈춰（FREEZE）/ 就那樣停止 3. MENT #5 4. 커플, 2016（COUPLE）/ 戀人 5. MENT #6（CLOSING） 2. [NOW.HERE.AGAIN] RE-ENCORE 1. 사랑하는 너에게（DEAR LOVE）/ 給親愛的你 2. 그날까지（TOGETHER FOREVER）/ 直到那一天 3. CREDITS 3. [NOW.HERE.AGAIN] SPECIAL VIDEO 1. 1013 MENT SPECIAL VIDEO 2. SPECIAL MAKING FILM 4. [NOW.HERE.AGAIN] MULTI-ANGLES 1. 1014 Flying Love（천상비애_天上飛愛）：(1) EUN JIWON (2) LEE JAIJIN (3) KIM JAEDUCK (4) JANG SUWON 2. 1013 느낌이 와（FEELING）：(1) EUN JIWON (2) LEE JAIJIN (3) KIM JAEDUCK (4) JANG SUWON 3. 1014 느낌이 와（FEELING）：(1) EUN JIWON (2) LEE JAIJIN (3) KIM JAEDUCK (4) JANG SUWON 4. 1013 그대로 멈춰（FREEZE）/ 就那樣停止：(1) EUN JIWON (2) LEE JAIJIN (3) KIM JAEDUCK (4) JANG SUWON CD DISC 1 1. 약속된 운명（아마게돈_ARMAGEDDON）/ 約定的命運 2. Flying Love（천상비애_天上飛愛） 3. 무모한 사랑（RECKLESS LOVE）/ 不可能的愛 4. COM'BACK, 2016 5. 학원별곡, 2016（RISE UP）/ 學園別曲 6. ROAD FIGHTER 7. LAST 8. 세 단어（THREE WORDS）/ 三個詞 9. SUWON'S SOLO STAGE 10. JIWON'S SOLO STAGE 11. JAIJIN'S SOLO STAGE 12. JAEDUCK'S SOLO STAGE 13. 오랜만이에요（IT'S BEEN A WHILE） 14. 네겐 보일수 없었던 세상（I COULDN'T SHOW U）/ 不能讓你看到的世界 CD DISC 2 1. 슬픈 노래（SAD SONG） 2. 특별해（SOMETHING SPECIAL） 3. 느낌이 와（FEELING） 4. 현기증（VERTIGO） 5. 아프지 마요（BE WELL） 6. 예감（GOT A FEELING）/ 預感 _ ENCORE 7. 그대로 멈춰（FREEZE）/ 就那樣停止 _ ENCORE 8. 커플, 2016（COUPLE）/ 戀人 _ ENCORE 9. 사랑하는 너에게（DEAR LOVE）/ 給親愛的你 _ RE-ENCORE 10. 그날까지（TOGETHER FOREVER）/ 直到那一天 _ RE-ENCORE 11. Flying Love（천상비애_天上飛愛）_Original Ver. 12. LAST_Original Ver. 13. 네겐 보일수 없었던 세상（I COULDN'T SHOW U）/ 不能讓你看到的世界_Original Ver.            |

## 音樂劇專輯
| 專輯 # | 專輯資料 | 曲目 |
| 1st    | 《阿里巴巴與40大盜》（알리바바와 40인의 도둑） - 發行日期：1998年4月29日 - 製作公司：Daesung企劃 - 發行公司：Daeyoung AV - 格式：CD、卡式錄音帶 | 曲目 1. 천년의약속1（千年的約定） 2. 형제가너무달라（兄弟姐妹不同的太多） 3. 내사랑그대여（我的愛情） 4. 신비한사막의나라（神秘的沙漠國家） 5. 각오해알리바바（阿里巴巴的決心） 6. 우리는유쾌한아라비아도둑（我們是愉快的阿里巴巴和大盜） 7. 아이구배아파라 8. 라이언칼의수호자 9. 천년의약속2（千年的約定2） 10. 침입자를잡아라 11. 램프의요정 12. 욕심은화를불러 13. 환희의휘날레 |

## 臺灣發行精選輯
| 專輯 # | 專輯資料                                                                                   | 曲目 |
| 1st    | 《戀人Couple》 - 發行日期：1999年8月23日 - 發行公司：滾石唱片 - 格式：CD                   | 曲目 1. 不可能的愛 2. Come To Me Baby / 寶貝，回來我身邊 3. Couple / 戀人 4. 愛的宣言 5. Chance / 機會來了 6. 改變調皮的你 7. 絕不低頭 8. 送你離開 9. Walking In The Rain / 漫步雨中 10. 騎士道 11. 白色夜裡 12. 死心 13. Celebrate Tonight / 慶祝今夜 14. For You / 為了你 |
| 2nd    | 《Love Forever（永遠最愛精選）》 - 發行日期：2000年5月20日 - 發行公司：滾石唱片 - 格式：CD | 曲目 1. 男兒之路 2. Lover forever 3. Missing you 4. 記得我 5. 敵 6. 預感 7. Love 8. Road fighter 9. 她留下來的禮物 10. Say 11. Smile again 12. Rigoletto 13. 祈禱 14. 請記得好嗎 15. 給我的最愛 16. Last                                                                    |

## 數位單曲

### 主打歌曲
| 年份 | 歌曲名稱                                         | 排行榜最高位置 | 下載量（DL）     | 收錄專輯             |
| 年份 | 歌曲名稱                                         | KOR            | 下載量（DL）     | 收錄專輯             |
| 2000 | Thanks                                           | 未有數據       | 未有數據         | 不適用               |
| 2016 | 세 단어（THREE WORDS）/ 三個詞                   | 1              | - 韓國：616,583+ | 不適用               |
| 2016 | 커플（COUPLE） / 戀人                            | 2              | - 韓國：310,361+ | 2016 Re-ALBUM        |
| 2016 | 연정（HEARTBREAK） / 戀情                        | 39             | - 韓國：58,389+  | 2016 Re-ALBUM        |
| 2016 | 기사도（CHIVALRY）/ 騎士道                       | 49             | - 韓國：28,709+  | 2016 Re-ALBUM        |
| 2017 | 아프지 마요（BE WELL）                           | 1              | - 韓國：436,441+ | THE 20TH ANNIVERSARY |
| 2017 | 슬픈 노래（SAD SONG）/ 悲歌                      | 14             | - 韓國：108,477+ | THE 20TH ANNIVERSARY |
| 2017 | 특별해（SOMETHING SPECIAL）                      | 1              | - 韓國：569,149+ | ANOTHER LIGHT        |
| 2017 | 웃어줘（SMILE）                                  | 42             | - 韓國：30,640+  | ANOTHER LIGHT        |
| 2020 | ALL FOR YOU                                      | 15             | 未有數據         | ALL FOR YOU          |
| 2021 | 뒤돌아보지 말아요（DON'T LOOK BACK）/ 不要回頭看 | 6              | 未有數據         | 不適用               |

### 非主打歌曲
| 年份 | 歌曲名稱                                  | 排行榜最高位置 | 下載量（DL）    | 收錄專輯      |
| 年份 | 歌曲名稱                                  | KOR            | 下載量（DL）    | 收錄專輯      |
| 2016 | 예감（GOT A FEELING）/ 預感               | 72             | - 韓國：26,221+ | 2016 Re-ALBUM |
| 2016 | COM' BACK                                 | 83             | - 韓國：22,540+ | 2016 Re-ALBUM |
| 2016 | 사랑하는 너에게 （DEAR LOVE）/ 給親愛的你 | 86             | - 韓國：22,033+ | 2016 Re-ALBUM |
| 2016 | 무모한 사랑 （RECKLESS LOVE）/ 不可能的愛 | 93             | - 韓國：20,236+ | 2016 Re-ALBUM |
| 2016 | ROAD FIGHTER                              | 94             | - 韓國：19,999+ | 2016 Re-ALBUM |
| 2016 | COME TO ME BABY                           | 97             | - 韓國：19,185+ | 2016 Re-ALBUM |

## 其他歌曲
| 發佈日期       | 專輯名稱                                  | 歌曲名稱                | 參與成員 | 合作歌手 |
| 1999年4月21日  | 《NOW N NEW》                             | 하나되어（NOW n NEW）   | 全員     | 金正民、嚴正化、曹誠模、林在旭、李承桓、任昌丁、Roo'Ra、 金炫廷、慎孝範、申昇勳、李仙姬、Fin.K.L、朴志胤、H.O.T.、 金健模、金鍾書、金慶皓、李貞賢 |
| 2016年10月13日 | 《本月的活動王》                          | 1990s                   | 張水院   | 朴俊炯（g.o.d）、李智慧、慧潾（EXID） |
| 2017年4月25日  | 《焦急的羅曼史 OST Part 3》               | 이상해져가（Love song） | 殷志源   | 李秀炫、金恩菲 |
| 2018年11月14日 | 《Drunken Tiger X : Rebirth Of Tiger JK》 | 손뼉（Clap）            | 殷志源   | Drunken Tiger (Feat. 金鍾國、Defconn、Haha) |

## 音樂錄影帶
- 1997年至1999年的音樂錄影帶首播時只有電視版本，部份官方網上版本的音樂錄影帶自2019年5月22日起才上載至YouTube上的1theK頻道。

| 年份                          | 歌曲名稱                                                | 收錄專輯                             | 語言 |
| 1997年                        | 학원별곡（學園別曲）                                    | 學園別曲                             | 韓語 |
| 1997年                        | 사나이 가는 길（폼생폼사）/ 男兒之路（品生品死）(Remix) | 學園別曲                             | 韓語 |
| 1998年                        | Road Fighter                                            | Road Fighter                         | 韓語 |
| 1998年                        | 무모한 사랑 / 不可能的愛                                | Road Fighter                         | 韓語 |
| 1998年                        | 커플（Couple） / 戀人                                   | Special                              | 韓語 |
| 1998年                        | 너를 보내며 / 送你離開                                  | Special                              | 韓語 |
| 1998年                        | 기도 / 祈禱                                             | Special                              | 韓語 |
| 1999年                        | 예감（預感）                                            | Com' Back                            | 韓語 |
| 1999年                        | 예감（預感）(Lip Sync Ver.)                             | Com' Back                            | 韓語 |
| 2000年                        | Thanks                                                  | 不適用                               | 韓語 |
| 2016年                        | 세 단어（THREE WORDS）/ 三個詞                          | 不適用                               | 韓語 |
| 2016年                        | 커플（COUPLE） / 戀人                                   | 2016 Re-ALBUM                        | 韓語 |
| 2017年                        | 슬픈 노래（SAD SONG）/ 悲歌                             | THE 20TH ANNIVERSARY                 | 韓語 |
| 2017年                        | 아프지 마요（BE WELL）                                  | THE 20TH ANNIVERSARY                 | 韓語 |
| 2017年                        | BE WELL -Japanese Version-                              | THE 20TH ANNIVERSARY -Japan Edition- | 日語 |
| 2017年                        | SAD SONG -Japanese Version-                             | THE 20TH ANNIVERSARY -Japan Edition- | 日語 |
| 2017年                        | THREE WORDS -Japanese Version-                          | THE 20TH ANNIVERSARY -Japan Edition- | 日語 |
| 2017年                        | 웃어줘（SMILE）                                         | ANOTHER LIGHT                        | 韓語 |
| 2017年                        | 특별해（SOMETHING SPECIAL）                             | ANOTHER LIGHT                        | 韓語 |
| 2020年                        | ALL FOR YOU                                             | ALL FOR YOU                          | 韓語 |
| 2021年                        | 뒤돌아보지 말아요（DON'T LOOK BACK）/ 不要回頭看        | 不適用                               | 韓語 |
| 最後更新日期：2021年2月22日。 |                                                         |                                      |      |

## 外部連結
- 水晶男孩韓國官方網站（英文）（简体中文）（日語）
- 水晶男孩日本官方網站（日語）